# Фельдгорст
Фельдгорст (нім. Feldhorst) — громада в Німеччині, розташована в землі Шлезвіг-Гольштейн. Входить до складу району Штормарн. Складова частина об'єднання громад Нордштормарн.
Площа — 15,48 км2. Населення становить 562 ос. (станом на 31 грудня 2020).